# Рене Ледон
Рене Ледон (рођен 8. новембра 1907, датум смрти непознат) био је белгијски фудбалер.

## Биографија
Био је нападач Стандарда из Лијежа, пре Другог светског рата. Постигао је 69 голова у 188 лигашких утакмица и био је вицешампион Белгије 1928.
Одиграо је 3 утакмице за Црвене Ђаволе. Изабран је за Светско првенство у Италији 1934, али није играо.